# Lispe approximata
Lispe approximata är en tvåvingeart som beskrevs av Huckett 1966. Lispe approximata ingår i släktet Lispe och familjen husflugor.
Artens utbredningsområde är Oregon. Inga underarter finns listade i Catalogue of Life.